# Kārlis Ozols
Kārlis Ozols (ur. 9 sierpnia 1912 w Rydze, zm. 23 marca 2001 w Australii) – łotewski szachista.

## Życiorys
Ozols dwukrotnie reprezentował Łotwę na olimpiadach szachowych: na ósmej szachownicy (+7 -1 =7) podczas 3. nieoficjalnej Olimpiady Szachowej w Monachium w 1936 r., gdzie zdobył indywidualny brązowy medal oraz na czwartej szachownicy (+2 -5 =3) podczas 7. Olimpiady w Sztokholmie w 1937 roku.
W czasie II wojny światowej, jako wysoki rangą oficer policji, uczestniczył m.in. w likwidacji gett w Mińsku i Słucku na Białorusi. W 1944 r. zwyciężył w szachowych mistrzostwach Rygi. W 1944/45, jak tysiące innych Bałtów uciekł do Niemiec (m.in. zajął 5. miejsce w turnieju w Hanau w 1947 r. - zwyciężył Endzelins). W 1949 roku wyemigrował do Australii, gdzie, pod własnym nazwiskiem z sukcesami, uczestniczył w turniejach szachowych (m.in. zdobył tytuł mistrza Australii w 1957 r.). Tam, mimo ciążących na nim oskarżeń o dokonanie zbrodni wojennych - niekarany, zmarł w 2001 roku.